# Premi Carmesina de narrativa infantil
El Premi Carmesina és un premi valencià de narrativa infantil en català per a infants entre 8 i 11 anys. Va ser creat el 1990 i fins al 2013 era organitzat anualment per la Mancomunitat de Municipis de la Safor i l'editorial valenciana Edicions del Bullent. A partir de 2015 les obres guanyadores es publiquen a l'editorial Tàndem Edicions.

## Premiats
- 2022: L'enigmàtic senyor nosaltres d'Oriol Canosa[3]
- 2021: La tribu enmig de la muntanya d'Irene Zurrón[4]
- 2020: Heli Argilés i la roca segelladora d'Esther Climent Gosp[5]
- 2019: El cel és blau de María Jesús Bolta Bronchú[6]
- 2018: Tenda d’animals de Maria Josep Escrivà i Vidal[7]
- 2017: La Liliana al País de les Coses Perdudes de Francesc Puigpelat[8]
- 2016: La senyora Neus de David Navalón[9]
- 2015: Amics i monstres de Francesc Gisbert[10]
- 2013: Els xiquets de la gorra, d'Enric Lluch i Girbés. Publicat amb il·lustracions de Pere Devesa
- 2012: Set Blancaneus i un nan, de Carles Cano. Publicat amb il·lustracions de Núria Feijoó[11]
- 2011: Un gos de pel·lícula, de Teresa Broseta.
- 2010: Un pirata tocat pel cacau, de Màrius Moneo
- 2009: L'últim linx, de Santiago Forné. Publicat amb il·lustracions d'Antoni Laveda.
- 2008: Els pirates no ploren, de Pep Castellano. Publicat amb il·lustracions de Canto Nieto[12]
- 2007: Jordi i el tresor de les vint perles, de Lluís Miret. Publicat amb il·lustracions de Xavier Gordillo.
- 2006: La taverna del bandoler, de Lourdes Boïgues
- 2005: En Mei-Mei vol ser rei, de Mercé Viana
- 2004: El somni d'un cavallet de fusta, de Montserrat Bonaventura
- 2003: Una llegenda per a Draco, de Francesc Gisbert
- 2002: El món dels forrellats, de Ferran Bataller
- 2001: La Botiga del Carme, de Teresa Broseta
- 2000: Banyes de bou, d'Isabel Marín
- 1999: El detectiu Camaperdiu, de Vicent Marçà
- 1998: La princesa Pomèlia, de Núria Pradas i Andreu
- 1997: El viatge extraordinari d'un tap de banyera, de Jordi Folck
- 1996: Les peripècies d'un gra de cafè, de Roland Sierra
- 1995: La Witchie fa un encanteri, d'Estrella Ramon
- 1994: S'ha escapat un cangur, de Montserrat Bonaventura
- 1993:  Jocs de mags, de Salvador Comelles
- 1992: L'engruna de cristall, de Pepa Guardiola
- 1991: Un estiu al maset, d'Isabel Bataller